# INR-meter
Een INR-meter is een apparaat waarmee mensen met risico op trombose die coumarines  (antistollingsmedicijnen) slikken zelf de INR-waarde in hun bloed kunnen meten. INR staat voor International Normalized Ratio, een maat voor de stollingstijd van bloed. Controle van de INR is belangrijk, omdat door ziekte, voeding of medicijngebruik schommelingen in de INR kunnen optreden. Aan de hand van de INR-waarde wordt de juiste dosering medicijnen bepaald.

## Zelfmeten INR
Met zelfmeten zijn mensen met risico op trombose niet langer afhankelijk van de controle door een trombosedienst. Zij kunnen op elk gewenst tijdstip en waar dan ook eenvoudig en snel zelf hun INR bepalen. 
Niet iedereen komt in aanmerking voor zelfmeten van de INR. In Nederland heeft de Federatie Nederlandse Trombosediensten de criteria opgesteld waaraan gebruikers moeten voldoen.
Er zijn alternatieven voorhanden, die dezelfde FNT-criteria aanhouden en zeker net zo veilig zelfmeten begeleiden. Zorgverzekeraars vergoeden in principe de begeleiding en het zelfmeetapparaat aan alle in Nederland verzekerden, al stellen zij wel voorwaarden aan de duur van de behandeling en de leeftijd van de patiënt. Dat laatste uit veiligheidsoverwegingen.
De meeste trombosediensten bieden dit aan, maar in de regel zijn er wachtlijsten voor de noodzakelijke cursus. Trombosediensten die internet-begeleid zelfmeten aanbieden hebben in de regel geen wachtlijst. Na doorverwijzing door een arts (bijvoorbeeld de internist, cardioloog of huisarts) kan meestal direct met de eenvoudige cursus gestart worden.
Zelfmeten wordt in principe vergoed door de Nederlandse zorgverzekeraars uit basispakket. Zelfmeten is aanzienlijk duurder dan laten meten door de klassieke prikpost.

## Gebruik van de INR meter
De teststrip wordt in de INR-meter geplaatst. Daarna wordt op de teststrip een druppeltje bloed aangebracht, verkregen via een vingerprikje met een prikpen. Binnen één minuut verschijnt de uitslag in een digitaal lcd-venster. Aan de hand van de uitslag kan men óf zelf de dosering van de medicatie aanpassen óf de uitslag digitaal doorsturen naar de trombosedienst, die antwoordt met een nieuw doseringsschema. De meeste INR-meters bewaren een groot aantal resultaten, waarmee inzicht in de geschiedenis van de INR-waarde verkregen wordt. Daarnaast wordt de houdbaarheidsdatum van de teststrips gecontroleerd en of deze niet te vochtig zijn geweest of bij een verkeerde temperatuur bewaard. Voor het zelfmeten van de INR krijgt men een cursus, soms kan dat digitaal.